# Cleonymus nigriclavus
Cleonymus nigriclavus är en stekelart som beskrevs av Girault 1917. Cleonymus nigriclavus ingår i släktet Cleonymus och familjen puppglanssteklar. Inga underarter finns listade i Catalogue of Life.